# Forgès
Forgès – miejscowość i gmina we Francji, w regionie Nowa Akwitania, w departamencie Corrèze.
Według danych na rok 1990 gminę zamieszkiwały 344 osoby, a gęstość zaludnienia wynosiła 33 osoby/km² (wśród 747 gmin Limousin Forgès plasuje się na 329. miejscu pod względem liczby ludności, natomiast pod względem powierzchni na miejscu 547.).